# Einberg (Naturschutzgebiet)
Der Einberg ist ein vom Regierungspräsidium Stuttgart am 17. November 1986 durch Verordnung ausgewiesenes Naturschutzgebiet auf dem Gebiet der Gemeinde Pfedelbach im Hohenlohekreis in Baden-Württemberg.

## Lage
Das Naturschutzgebiet liegt nördlich des Ortsteils Schuppach am rechten Talhang des Ohrntals. Es gehört zum Naturraum Schwäbisch-Fränkische Waldberge.

## Beschreibung
Bei dem Schutzgebiet handelt es sich um einen überwiegend bewaldeten Keupersandstein-Hang. Die anstehenden Formationen sind die Hassberge-Formation, die Steigerwald-Formation und die Stuttgart-Formation des mittleren Keupers. Durch die Südexposition des steilen Hanges hat sich die aus den Sandsteinen gebildete Blockhalde zu einem sehr artenreichen Standort entwickelt. Eine Besonderheit ist vor allem das Vorkommen von kalkliebenden und kalkmeidenden Arten auf engstem Raum. Insbesondere die Moose sind mit einer großen Artenvielfalt im Gebiet vertreten.

## Schutzzweck
Schutzzweck ist laut Schutzgebietsverordnung „die Erhaltung einer Keupersandstein-Blockhalde mit ihrer typischen Flora und Fauna.“

## Zusammenhängende Schutzgebiete
Im Westen, Süden und Osten schließt das Landschaftsschutzgebiet Steinbacher Tal mit Randgebieten (Oberes Ohrntal) an. Das Schutzgebiet liegt zudem im Naturpark Schwäbisch-Fränkischer Wald.